# Зимний путь
«Зимний путь», соч. 89, D 911 (нем. Winterreise) — вокальный цикл Франца Шуберта на стихи Вильгельма Мюллера. Классический образец этого музыкального жанра.

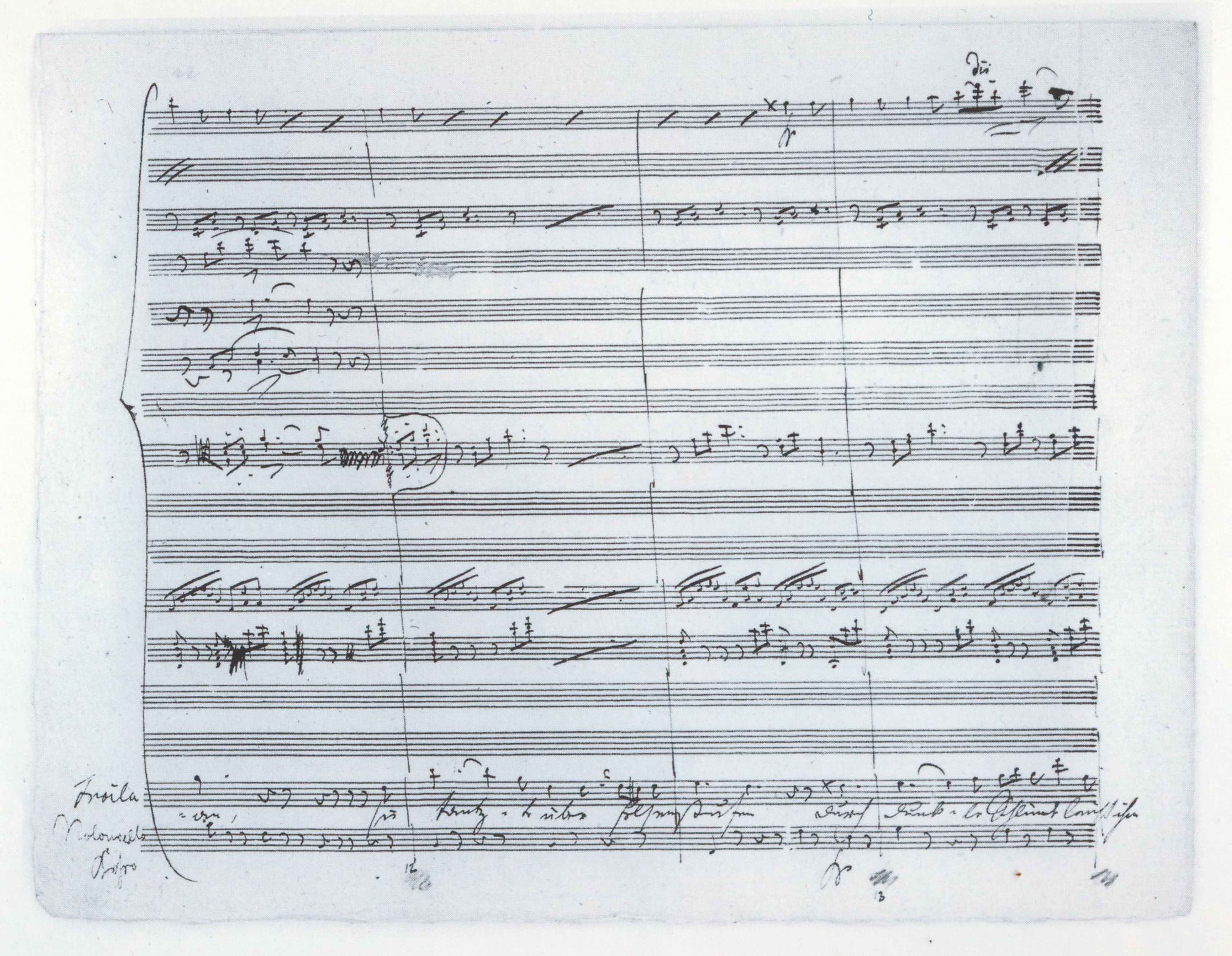
Рукопись песни «Обман» («Täuschung»)

Состоит из двух частей, каждая по 12 песен, которые были сочинены в феврале и октябре 1827 года, соответственно. Эти две части были опубликованы Хаслингером, первая — 14 января 1828 года, вторая — 30 декабря 1828 года. По сравнению с предыдущим циклом «Прекрасная мельничиха» (1823 год) тон более мрачный, проникнутый пессимизмом. Это одно из последних произведений композитора. Изначально цикл предназначался для тенора, причём в создании музыкального образа впервые на равных с вокалистом участвует пианист.
Лирический герой «венка жутких песен» (так называл своё произведение сам Шуберт) предстаёт перед слушателем с разных сторон. Каждая песня, решённая как монолог влюблённого, открывает новые эмоциональные нюансы и углубляет его психологическую характеристику:

Любовная драма оказывается лишь предпосылкой бесцельных странствий героя, тщетной попытки его бежать от самого себя, от своих страданий. Поскольку определённого сюжета здесь нет, большое значение приобретают чисто музыкальные средства объединения (интонационные связи, тональный план).
«Зимний путь» исполняли такие выдающиеся певцы, как Тео Адам, Дитрих Фишер-Дискау, Петер Шрайер, Ханс Хоттер, Йонас Кауфман, Саймон Кинлисайд и др.

## Состав цикла

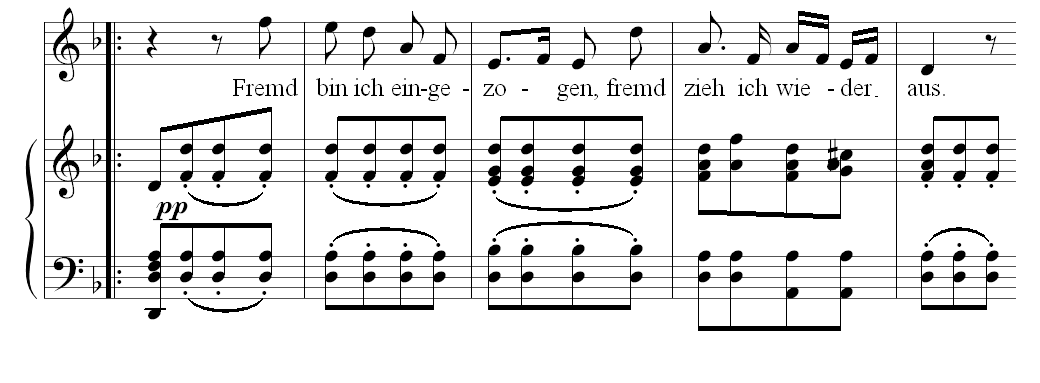
Вступление к первой песне «Спи спокойно» (Gute Nacht)

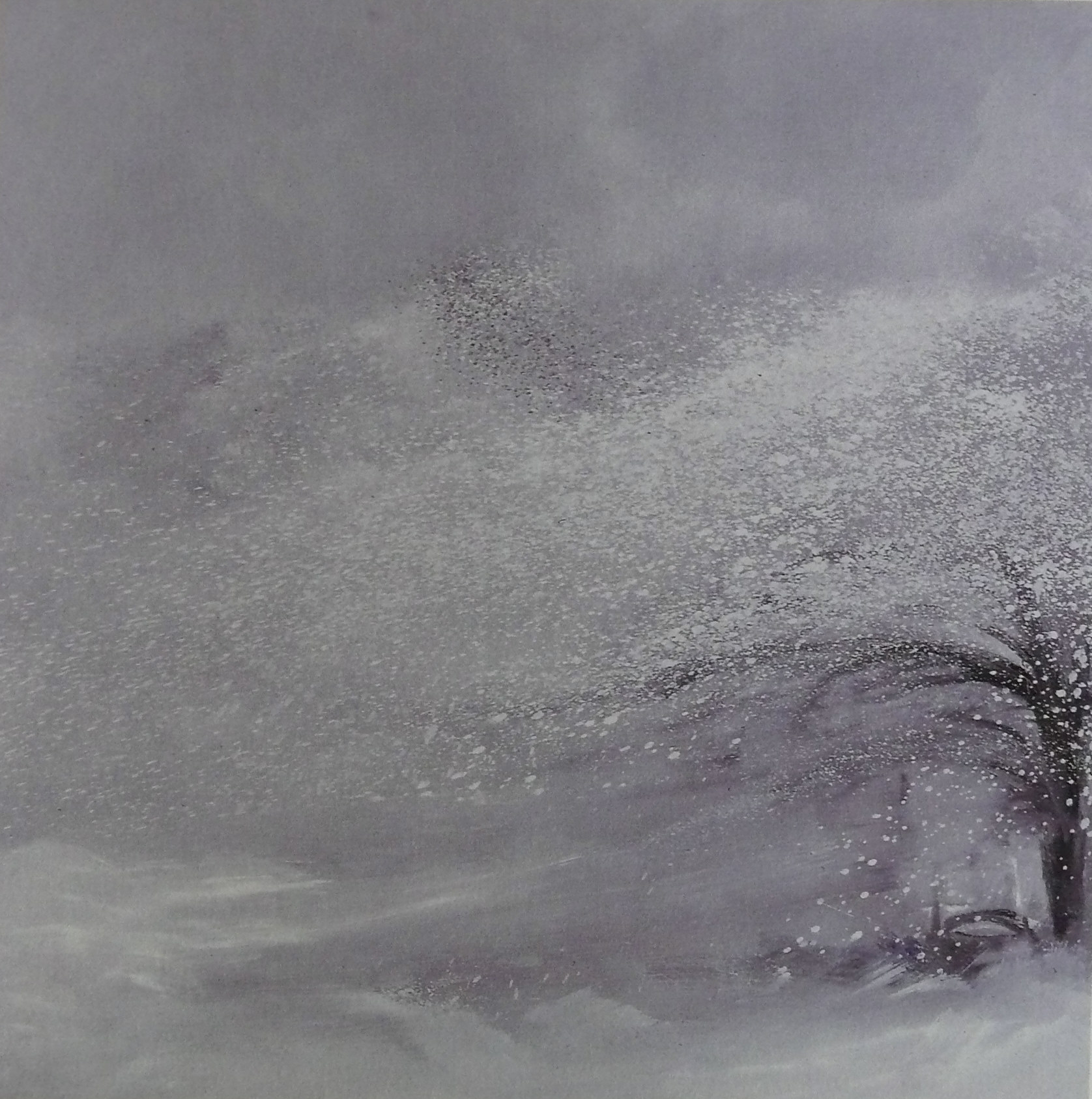
«Der Lindenbaum» картина 5 из 24-частного цикла картин «Зимний путь» по мотивам Франца Шуберта, картина маслом Инго Кюля, 100 х 100 см, 1996 г.

1. Gute Nacht / Спокойно спи (Доброй ночи)
2. Die Wetterfahne / Флюгер
3. Gefror’ne Thränen / Застывшие слёзы
4. Erstarrung / Оцепенение
5. Der Lindenbaum / Липа
6. Wasserfluth / Водный поток
7. Auf dem Flusse / У ручья
8. Rückblick / Воспоминание
9. Irrlicht / Блуждающий огонёк
10. Rast / Отдых
11. Frühlingstraum / Весенний сон (Весенние грёзы)
12. Einsamkeit / Одиночество
13. Die Post / Почта
14. Der greise Kopf / Седины (Седая голова)
15. Die Krähe / Ворон
16. Letzte Hoffnung / Последняя надежда
17. Im Dorfe / В деревне
18. Der stürmische Morgen / Ненастное утро (Бурное утро)
19. Täuschung / Обман
20. Der Wegweiser / Путевой столб
21. Das Wirtshaus / Постоялый двор
22. Muth / Мужайся!
23. Die Nebensonnen / Мнимые солнца (Ложные солнца)
24. Der Leiermann / Шарманщик (Волынщик)

## В культуре
Цикл «Зимний путь» играет сюжетообразующую роль в фильмах «Пианистка» и «Зимний путь». Наиболее позднее сохранившееся стихотворение Михаила Кузмина заканчивается словами: «Хочешь песенку в награду? / Winterreise… пенный вал».
Ганс Цендер написал фантазию на темы вокального цикла «Зимний путь» Ф. Шуберта (1993) для тенора с оркестром, в которой темы Шуберта причудливо сочетаются со вставками постмодернистской музыки Цендера.
В Гамбурге 16 декабря 2001 состоялась мировая премьера балета Джона Ноймайера «Зимний путь». «Венок жутких песен» звучит там в оркестровой версии современного немецкого композитора Ханса Цендера. В центре постановки — тема утраты доверия к миру.